# Pont de Nahin d'Ornans
Le pont de Nahin est un pont sur la Loue situé sur la commune d'Ornans dans le département du Doubs en France.

## Localisation
Le pont est situé dans la partie amont de la ville et permet d'accéder au quartier de Nahin situé en rive gauche de la Loue.

## Historique
Le pont a été construit en 1607 puis restauré en 1775. Il est inventorié dans la base Mérimée depuis 1976.

## Description
Les dimensions du pont sont de 4,90 mètres de large et 35 mètres de long. Il est constitué de deux arches en anse de panier de 11.20 m - 13.66 m de large respectivement formant un léger dos d'âne. La pile centrale est équipée d'un avant-bec en forme de proue côté amont. La culée rive droite est renforcée par un contrefort côté aval.

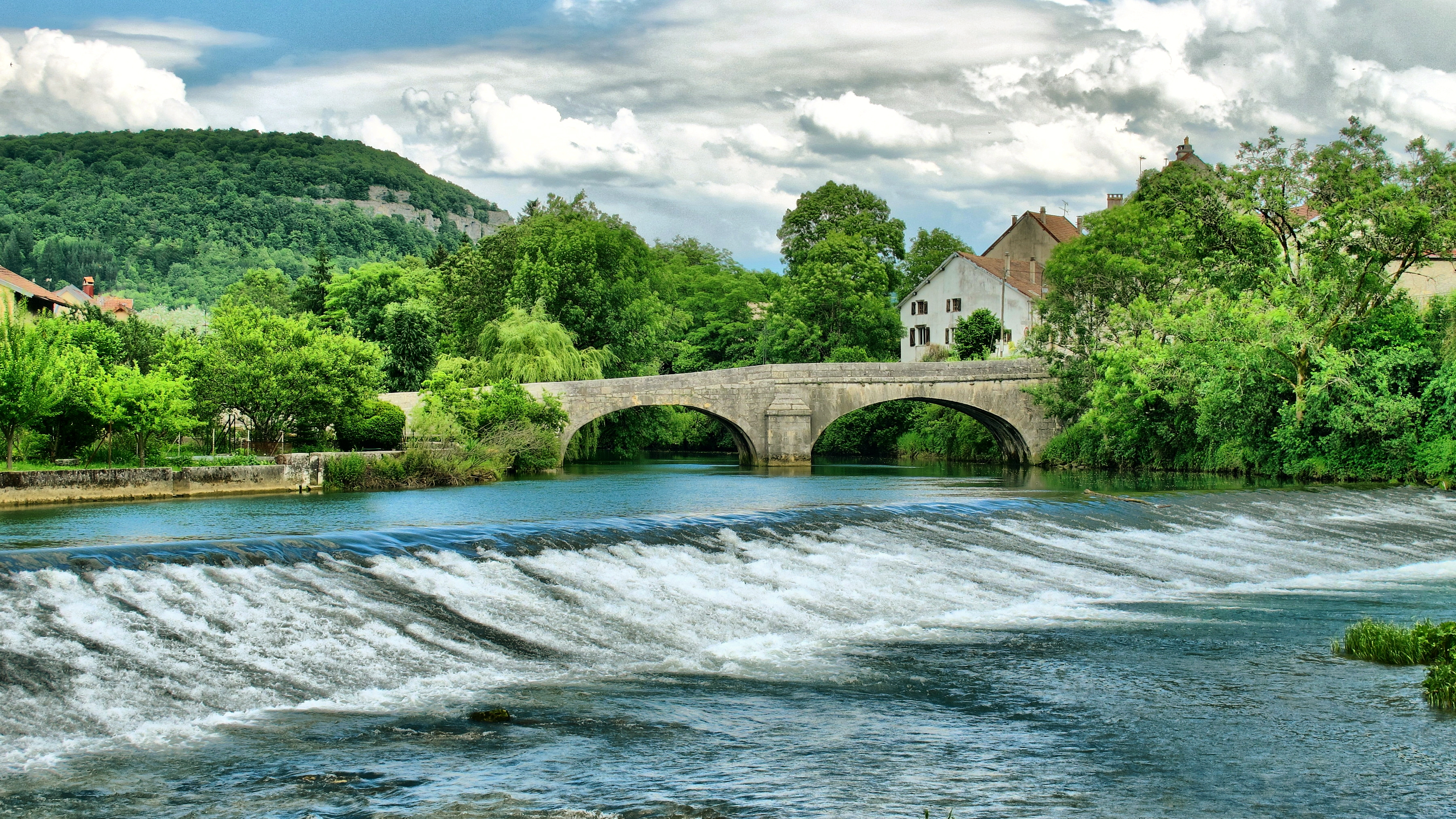
Le pont et le barrage de Nahin.
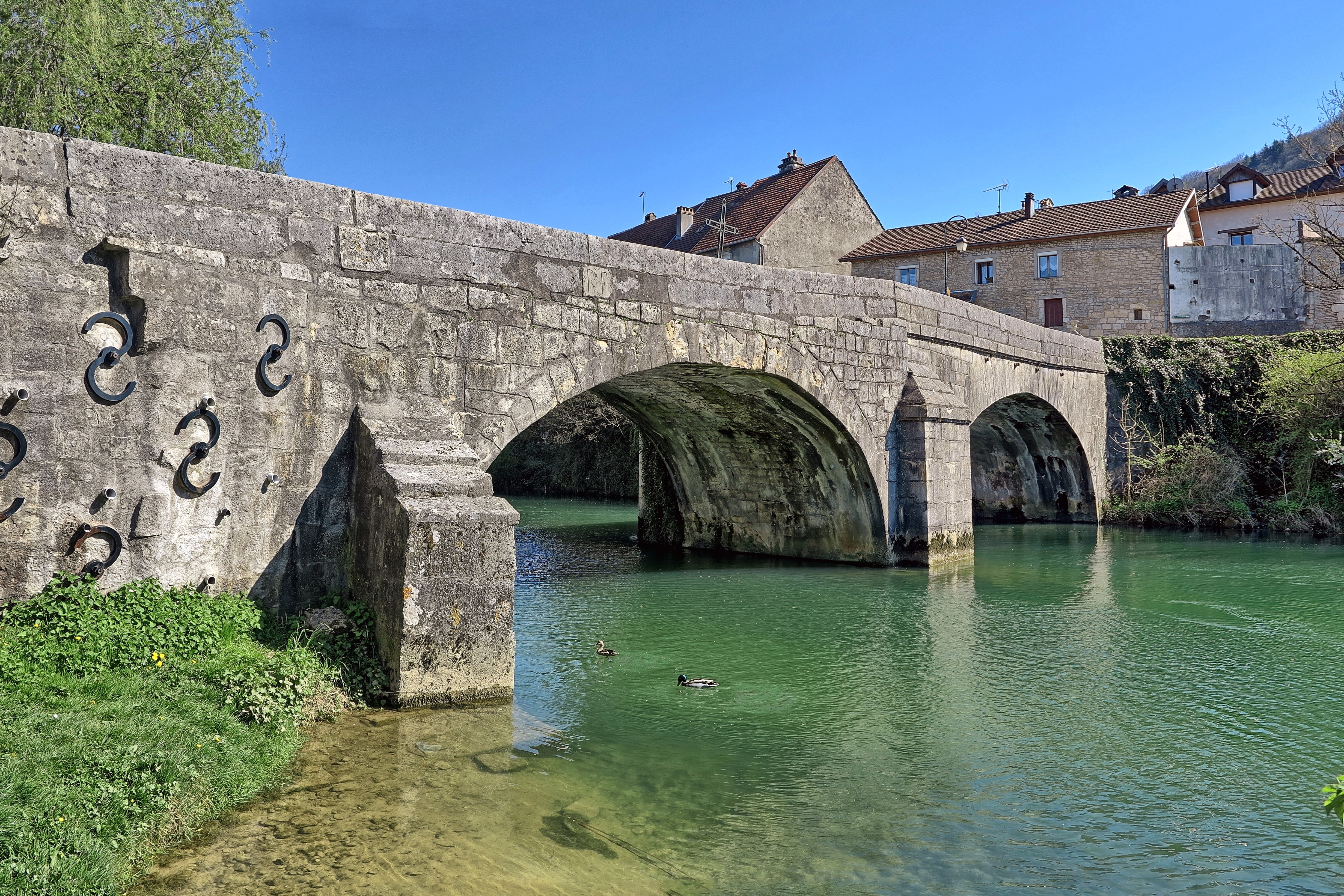
Le contrefort de la culée rive droite.
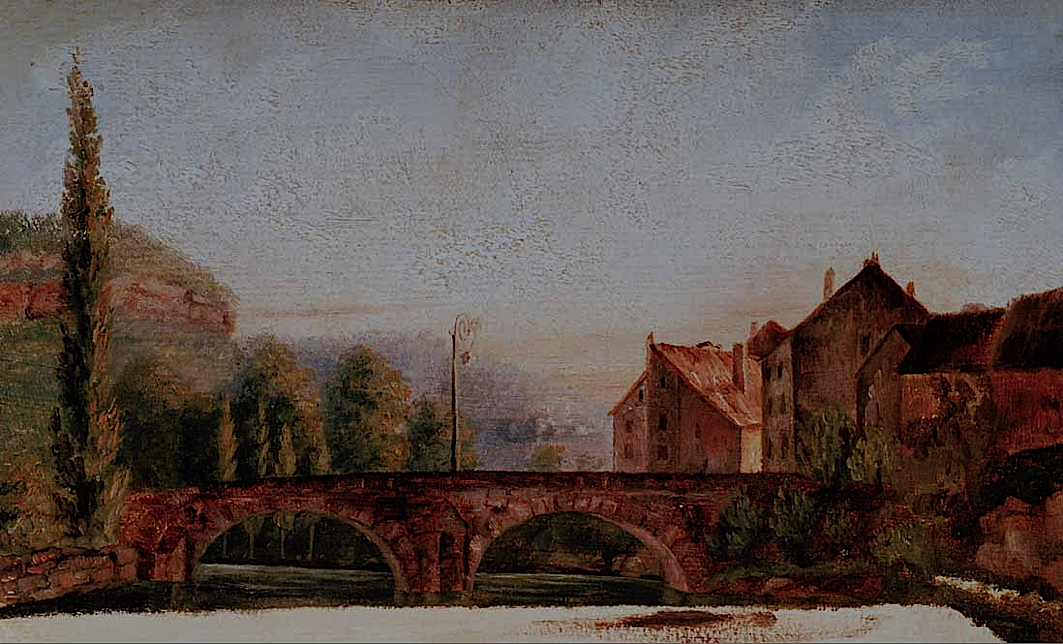
Le Pont de Nahin par Gustave Courbet, vers 1839.